# Liste der Stolpersteine in Kelsterbach
Die Liste der Stolpersteine in Kelsterbach enthält die Stolpersteine, die im Rahmen des gleichnamigen Kunst-Projekts von Gunter Demnig in Kelsterbach verlegt wurden. Mit ihnen soll an die Opfer des Nationalsozialismus erinnert werden, die in Kelsterbach lebten und wirkten.

## Liste der Stolpersteine
| Name                | Adresse                           | Bild | Inschrift | Verlegedatum  | Biografie und Anmerkungen |
| ------------------- | --------------------------------- | --- | --- | ------------- | --- |
| Moses Fleischmann   | Bergstraße 1 ·                    | | Hier wohnte Moses Fleischmann Jg. 1898 unfreiwillig verzogen 1938 Frankfurt deportiert 1941 Łodz/Litzmannstadt ermordet                 | 17. Feb. 2014 | |
| Emma Marx           | Bergstraße 1 ·                    | | Hier wohnte Emma Marx geb. Adler Jg. 1875 unfreiwillig verzogen 1938 Frankfurt deportiert 1941 Kowno Fort IX ermordet 25.11.1941        | 17. Feb. 2014 | |
| Herbert Fleischmann | Bergstraße 1 ·                    | | Hier wohnte Herbert Fleischmann Jg. 1929 unfreiwillig verzogen 1938 Frankfurt deportiert 1941 Łodz/Litzmannstadt ermordet 9.6.1942      | 17. Feb. 2014 | |
| Else Fleischmann    | Bergstraße 1 ·                    | | Hier wohnte Else Fleischmann geb. Marx Jg. 1902 unfreiwillig verzogen 1938 Frankfurt deportiert 1941 Łodz/Litzmannstadt ermordet        | 17. Feb. 2014 | |
| Leopold Adler       | Bergstraße 9 ·                    | | Hier wohnte Leopold Adler Jg. 1878 unfreiwillig verzogen 1938 Frankfurt Flucht 1941 USA                                                 | 21. März 2016 | |
| Selma Adler         | Bergstraße 9 ·                    | | Hier wohnte Selma Adler geb. Hirsch Jg. 1882 unfreiwillig verzogen 1938 Frankfurt Flucht 1941 USA                                       | 21. März 2016 | |
| Sessi Adler         | Bergstraße 9 ·                    | | Hier wohnte Sessi Adler Jg. 1920 unfreiwillig verzogen 1938 Frankfurt Flucht 1941 USA                                                   | 21. März 2016 | |
| Greta Beretz        | Bergstraße 9 ·                    | | Hier wohnte Greta Beretz geb. Adler Jg. 1910 Flucht 1938 USA                                                                            | 21. März 2016 | |
| Leopold Beretz      | Bergstraße 9 ·                    | | Hier wohnte Leopold Beretz Jg. 1900 Flucht 1938 USA                                                                                     | 21. März 2016 | |
| Helmut Beretz       | Bergstraße 9 ·                    | | Hier wohnte Helmut Beretz Jg. 1935 Flucht 1938 USA                                                                                      | 21. März 2016 | |
| Wolf Paw            | Bergstraße 23 ·                   | | Hier wohnte Wolf Paw Jg. 1891 Flucht 1939 USA                                                                                           | 21. März 2016 | |
| Susa Gela Paw       | Bergstraße 23 ·                   | | Hier wohnte Susa Gela Paw geb. Schermann Jg. 1891 Flucht 1939 USA                                                                       | 21. März 2016 | |
| Rosa Paw            | Bergstraße 23 ·                   | | Hier wohnte Rosa Paw Jg. 1910 unfreiwillig verzogen 1938 Frankfurt Flucht 1939 USA                                                      | 21. März 2016 | |
| Aron Jakob Paw      | Bergstraße 23 ·                   | | Hier wohnte Aron Jakob Paw Jg. 1913 Flucht 1937 Italien 1939 USA                                                                        | 21. März 2016 | |
| Maria Paw           | Bergstraße 23 ·                   | | Hier wohnte Maria Paw Jg. 1919 unfreiwillig verzogen 1938 Frankfurt Flucht 1939 USA                                                     | 21. März 2016 | |
| David Paw           | Bergstraße 23 ·                   | | Hier wohnte David Paw Jg. 1921 unfreiwillig verzogen 1938 Frankfurt Flucht 1939 USA                                                     | 21. März 2016 | |
| Kurt Bauer          | Feldbergstraße 3                  | Bild gesucht Der Benutzer GeorgDerReisende ( Diskussion ) wünscht sich an dieser Stelle ein Bild vom Ort mit diesen Koordinaten 50.066997 8.535816 . Motiv: Feldbergstraße 3, nach Beendigung der Bauarbeiten ca. 2024: Stolperstein für Kurt Bauer, die Lage und das Haus Falls du dabei helfen möchtest, erklärt die Anleitung , wie das geht. BW | Kurt Bauer | 21. März 2016 | der Stolperstein wurde im März 2023 nicht aufgefunden, Baustelle                                                             |
| Hugo Herz Herzfeld  | Mainstraße 68 ·                   | | Hier wohnte Hugo Herz Herzfeld Jg. 1877 unfreiwillig verzogen 1935 Frankfurt deportiert 1941 Kowno Fort IX ermordet 25.11.1941          | 17. Feb. 2014 | |
| Berta Herzfeld      | Mainstraße 68 ·                   | | Hier wohnte Berta Herzfeld geb. Adler Jg. 1875 unfreiwillig verzogen 1935 Frankfurt deportiert 1941 Kowno Fort IX ermordet 25.11.1941   | 17. Feb. 2014 | |
| Martha Herzfeld     | Mainstraße 68 ·                   | | Hier wohnte Martha Herzfeld Jg. 1910 unfreiwillig verzogen 1935 Frankfurt Flucht 1939 England überlebt                                  | 17. Feb. 2014 | |
| Frieda Herzfeld     | Mainstraße 68 ·                   | | Hier wohnte Frieda Herzfeld Jg. 1915 unfreiwillig verzogen 1935 Frankfurt Flucht 1939 England überlebt                                  | 17. Feb. 2014 | |
| Ernst Moritz        | Mainstraße 81 ·                   | | Hier wohnte Ernst Moritz Jg. 1920 Flucht 1937 USA überlebt                                                                              | 17. Feb. 2014 | die Stolpersteine für die Familie Moritz liegen auf der Rückseite des Grundstücks vor dem Tor in der Neukelsterbacher Straße |
| Jakob Moritz        | Mainstraße 81 ·                   | | Hier wohnte Jakob Moritz Jg. 1884 unfreiwillig verzogen 1939 Frankfurt deportiert 1942 Theresienstadt ermordet in Auschwitz             | 17. Feb. 2014 | |
| Margot Moritz       | Mainstraße 81 ·                   | | Hier wohnte Margot Moritz Jg. 1921 Flucht 1939 USA überlebt                                                                             | 17. Feb. 2014 | |
| Martha Moritz       | Mainstraße 81 ·                   | | Hier wohnte Martha Moritz geb. Levi Jg. 1894 unfreiwillig verzogen 1939 Frankfurt deportiert 1942 Theresienstadt ermordet in Auschwitz  | 17. Feb. 2014 | |
| Babette Speier      | Neukelsterbacher Straße 1 ·       | | Hier wohnte Babette Speier geb. Eskeles Jg. 1857 unfreiwillig verzogen 1936 Frankfurt gedemütigt/entrechtet Flucht in den Tod 25.3.1942 | 17. Feb. 2014 | |
| Bernhard Blumenthal | Neukelsterbacher Straße 9/13/15 · | | Hier wohnte Bernhard Blumenthal Jg. 1882 unfreiwillig verzogen 1936 Frankfurt deportiert 1941 Łodz/Litzmannstadt ermordet 12.5.1942     | 17. Feb. 2014 | |
| Meta Blumenthal     | Neukelsterbacher Straße 9/13/15 · | | Hier wohnte Meta Blumenthal geb. Speier Jg. 1888 unfreiwillig verzogen 1936 Frankfurt deportiert 1941 Łodz/Litzmannstadt ermordet       | 17. Feb. 2014 | |
| Wilhelm Adler       | Neukelsterbacher Straße 21 ·      | | Hier wohnte Wilhelm Adler Jg. 1881 unfreiwillig verzogen 1938 Frankfurt Flucht 1939 England                                             | 21. März 2016 | |
| Flora Adler         | Neukelsterbacher Straße 21 ·      | | Hier wohnte Flora Adler geb. Baumann Jg. 1879 unfreiwillig verzogen 1938 Frankfurt Flucht 1939 England                                  | 21. März 2016 | |
| Moritz Strumpf      | Neukelsterbacher Straße 21 ·      | | Hier wohnte Moritz Strumpf Jg. 1901 unfreiwillig verzogen 1938 Frankfurt Flucht 1939 England                                            | 21. März 2016 | |
| Erna Strumpf        | Neukelsterbacher Straße 21 ·      | | Hier wohnte Erna Strumpf geb. Adler Jg. 1911 unfreiwillig verzogen 1938 Frankfurt Flucht 1939 England                                   | 21. März 2016 | |
| Daniel Adler        | Neukelsterbacher Straße 39 ·      | | Hier wohnte Daniel Adler Jg. 1897 unfreiwillig verzogen 1937 Frankfurt Flucht 1938 USA                                                  | 21. März 2016 | |
| Manfred Adler       | Neukelsterbacher Straße 39 ·      | | Hier wohnte Manfred Adler Jg. 1928 unfreiwillig verzogen 1937 Frankfurt Flucht 1938 USA                                                 | 21. März 2016 | |
| Klara Adler         | Neukelsterbacher Straße 39 ·      | | Hier wohnte Klara Adler geb. Oppenheimer Jg. 1892 unfreiwillig verzogen 1937 Frankfurt Flucht 1938 USA                                  | 21. März 2016 | |
| Katharina Beretz    | Rüsselsheimer Straße 25 ·         | | Hier wohnte Katharina Beretz Jg. 1870 unfreiwillig verzogen 1938 Frankfurt deportiert 1942 Theresienstadt tot 22.11.1942                | 17. Feb. 2014 | |
| Jenny Adler         | Rüsselsheimer Straße 25 ·         | | Hier wohnte Jenny Adler geb. Rapp Jg. 1885 unfreiwillig verzogen 1937 Frankfurt Flucht Brasilien überlebt                               | 17. Feb. 2014 | |
| Hermann Alder       | Rüsselsheimer Straße 25 ·         | | Hier wohnte Hermann Adler Jg. 1877 unfreiwillig verzogen 1937 Frankfurt Flucht Brasilien überlebt                                       | 17. Feb. 2014 | |
| Friedrich Adler     | Rüsselsheimer Straße 25 ·         | | Hier wohnte Friedrich Adler Jg. 1910 Flucht 1944 Holland interniert Westerbork deportiert 1944 Theresienstadt tot 15.12.1944 Dachau     | 17. Feb. 2014 | |
| Julius Adler        | Rüsselsheimer Straße 25 ·         | | Hier wohnte Julius Adler Jg. 1913 Flucht 1936 Brasilien überlebt                                                                        | 17. Feb. 2014 | |
| Karoline Adler      | Schlossweg 5 ·                    | | Hier wohnte Karoline Adler geb. Stern Jg. 1860 unfreiwillig verzogen 1938 Frankfurt Flucht 1940 USA                                     | 21. März 2016 | |
| Moritz Adler        | Schlossweg 5 ·                    | | Hier wohnte Moritz Adler Jg. 1891 unfreiwillig verzogen 1938 Frankfurt Flucht 1940 USA                                                  | 21. März 2016 | |
| Rosa Adler          | Schlossweg 5 ·                    | | Hier wohnte Rosa Adler geb. Kahn Jg. 1897 unfreiwillig verzogen 1938 Frankfurt Flucht 1940 USA                                          | 21. März 2016 | |
| Alfred Adler        | Schlossweg 5 ·                    | | Hier wohnte Alfred Adler Jg. 1926 unfreiwillig verzogen 1938 Frankfurt Flucht 1940 USA                                                  | 21. März 2016 | |
| Kerry Adler         | Schlossweg 5 ·                    | | Hier wohnte Kerry Adler Jg. 1928 unfreiwillig verzogen 1938 Frankfurt Flucht 1940 USA                                                   | 21. März 2016 | |
| Julius Beretz       | Schlossweg 5 ·                    | | Hier wohnte Julius Beretz Jg. 1903 Flucht 1938 USA                                                                                      | 21. März 2016 | |
| Emma Beretz         | Schlossweg 5 ·                    | | Hier wohnte Emma Beretz geb. Adler Jg. 1908 Flucht 1938 USA                                                                             | 21. März 2016 | |
| Daniel Hirsch       | Untergasse 4 ·                    | | Hier wohnte Daniel Hirsch Jg. 1877 unfreiwillig verzogen 1938 Frankfurt deportiert 1941 Kowno Fort IX ermordet 25.11.1941               | 17. Feb. 2014 | |
| Lea Hirsch          | Untergasse 4 ·                    | | Hier wohnte Lea Hirsch geb. Beretz Jg. 1883 unfreiwillig verzogen 1938 Frankfurt deportiert 1941 Kowno Fort IX ermordet 25.11.1941      | 17. Feb. 2014 | |
| Lilli Hirsch        | Untergasse 4 ·                    | | Hier wohnte Lilli Hirsch Jg. 1909 unfreiwillig verzogen 1938 Frankfurt Flucht 1938 USA überlebt                                         | 17. Feb. 2014 | |
| Leopold Hirsch      | Untergasse 4 ·                    | | Hier wohnte Leopold Hirsch Jg. 1912 Flucht 1936 USA überlebt                                                                            | 17. Feb. 2014 | |